# Campaña del Rin (1713)
La campaña del Rin (1713), también conocida como 4.º de Landau, fue una campaña francesa contra el Sacro Imperio Romano Germánico, que se luchó en 1713 después de la negativa del Sacro Imperio Romano para firmar el Tratado de Utrecht. Condujo a la firma del Tratado de Rastatt el año siguiente.

## Antecedentes
El 11 de abril de 1713 se firmó el Tratado de Utrecht entre la mayoría de los participantes en la guerra de sucesión española: por un lado España y Francia, y por otro Gran Bretaña, Portugal, Saboya y la República Holandesa. La monarquía de los Habsburgo y el Sacro Imperio Romano se negaron a firmar el tratado y por lo tanto permanecieron en guerra con Francia.

## La campaña
En 1713, tanto Francia como el Sacro Imperio Romano se agotaron militarmente pero Francia pudo levantar el ejército más grande que constaba de 300 escuadrones y 240 batallones. El mando del ejército se le dio al mariscal Villars, el comandante del ejército francés más exitoso de la guerra.
Eugenio de Saboya movió todas sus fuerzas de los Países Bajos españoles hacia el Rin superior para cooperar con los ejércitos de los otros estados alemanes. Ahora que los subsidios de los «Poderes Marítimos» habían cesado, estos ejércitos del Sacro Imperio Romano estaban muy por debajo de su antigua fortaleza. El ejército combinado de Eugenio de Saboya solo alcanzó 115 escuadrones y 85 batallones, más o menos un tercio de la fuerza del ejército francés.
El ejército francés cruzó el Rin en junio y el marqués de Bezons comenzó a sitiar Landau el 24 de junio. La ciudad, defendida por Carlos Alejandro de Wurtemberg, resistió hasta el 26 de agosto antes de rendirse. Mientras tanto, Arthur Dillon también había tomado Kaiserslautern. Villars entonces avanzó para asediar Friburgo el 20 de septiembre que se rindió el 15 de octubre y el castillo el 17 de noviembre. Eugenio de Saboya no podía arriesgarse a la batalla y se redujo al papel de espectador pasivo.
Ante esta situación Luis XIV pidió iniciar negociaciones, que fue aceptado por el Sacro Imperio Romano. El mariscal Villars y el príncipe Eugenio de Saboya se encontraron en la ciudad de Rastatt en Baden-Wurtemberg y comenzaron una serie de negociaciones complejas que duraron hasta el 7 de marzo de 1714, cuando se firmó el Tratado de Rastatt.